# جورج كوري (سياسي)
جورج كوري (بالإنجليزية: George Welsh Currie)‏ هو سياسي بريطاني (وحمل سابقاً جنسية المملكة المتحدة لبريطانيا العظمى وأيرلندا)، ولد في 1870، وتوفي في 3 يونيو 1950. حزبياً، نشط في حزب العمال. في الانتخابات الفرعية في مجلس العموم البريطاني ‏، انتخب عضو برلمان المملكة المتحدة الـ30 عن دائرة Leith Burghs (UK Parliament constituency) ‏ (26 فبراير 1914 – 25 نوفمبر 1918).